# 上分
上分（じょうぶん）とは、中世日本において様々な生産・経済活動によって得た利益の一部を神仏に貢進した物。転じて年貢や所当一般を指す用法としても用いられた。

## 概要
元々は古代の初穂の風習に由来すると考えられ、領主が寺社のために年貢や加地子の一部を貢進した（「地利上分」）。また、商業活動においては、官司が傘下の供御人に対して利益の一部を上分として徴収することもあった（「交易上分」）。更に各地の道や河川に関所が設けられると、土地神への貢進という名目で関銭に上分が加えられることがあった（「津之上分」など）。一方、寺社領であった荘園では年貢そのものが上分とみなされる場合もあった。上分は米や麦、布、銭が一般的で、寺社はこれを法会や祭祀の費用に充てていたが、その一部を出挙などの貸付に回すことがあった。当時の人々は上分は神仏の所有物とする認識が強く、その返済を怠ることは神罰・仏罰につながることであるとして畏れ、そのため寺社による過酷な取り立てが容認されたり、徳政令から寺社の債権が除外されたりすることがあった。やがて、この社会観念を利用する形で寺社による金融が発展して、借上・祠堂銭につながることになる。
13世紀頃から寺社興行法や土地支配の一円化などの動きが強まるとともに、土地の支配を意味する下地との対照の意味も含んで、年貢・所当一般を指して「上分」と呼ぶようになった。